# Lopatinskij rajon
Il Lopatinskij rajon (in russo Лопатинский район?) è un rajon dell'Oblast' di Penza, nella Russia europea. Istituito nel 1928, il suo capoluogo è Lopatino.